# アッタル
アッタル（Attar）はカナン神話（ウガリット神話）における金星、すなわち曙（明けの明星）の神。同様の神格にシャヘルがいるが、アッタルはより当時の民衆の信仰を集めていた。「猛々しきもの」と呼ばれ戦神として崇拝され、西アジアの砂漠地帯では彼は水をもたらす灌漑の神としても信仰されていた。彼の配偶者に同根の神格と思われるアスタルトが配されることもある。
彼はバアルが死に瀕して冥界に降っている間、代わりに玉座を我がものとしようとするが、その力量は不足とされ、冥界（あるいは地上）に降ってそこの王となることとなった。この逸話がルシファーの堕天神話の原型になったとする見方もある。